# Toblach
Toblach (italià Dobbiaco) és un municipi italià, dins de la província autònoma de Tirol del Sud. És un dels municipis del vall de Pustertal. L'any 2007 tenia 3.263 habitants. Limita amb els municipis de Gsies, Innichen, Niederdorf, Prags, Auronzo di Cadore, Cortina d'Ampezzo i Innervillgraten (Àustria).

## Situació lingüística
| Pertinença lingüística (cens 2001) | 86,28% alemany |
| Pertinença lingüística (cens 2001) | 13,65% italià  |
| Pertinença lingüística (cens 2001) | 0,07% ladí     |

## Administració
| Període | Identitat     | Partit |
| ------- | ------------- | ------ |
| 2004-   | Bernhard Mair | SVP    |

## Galeria fotogràfica

Territori comunal

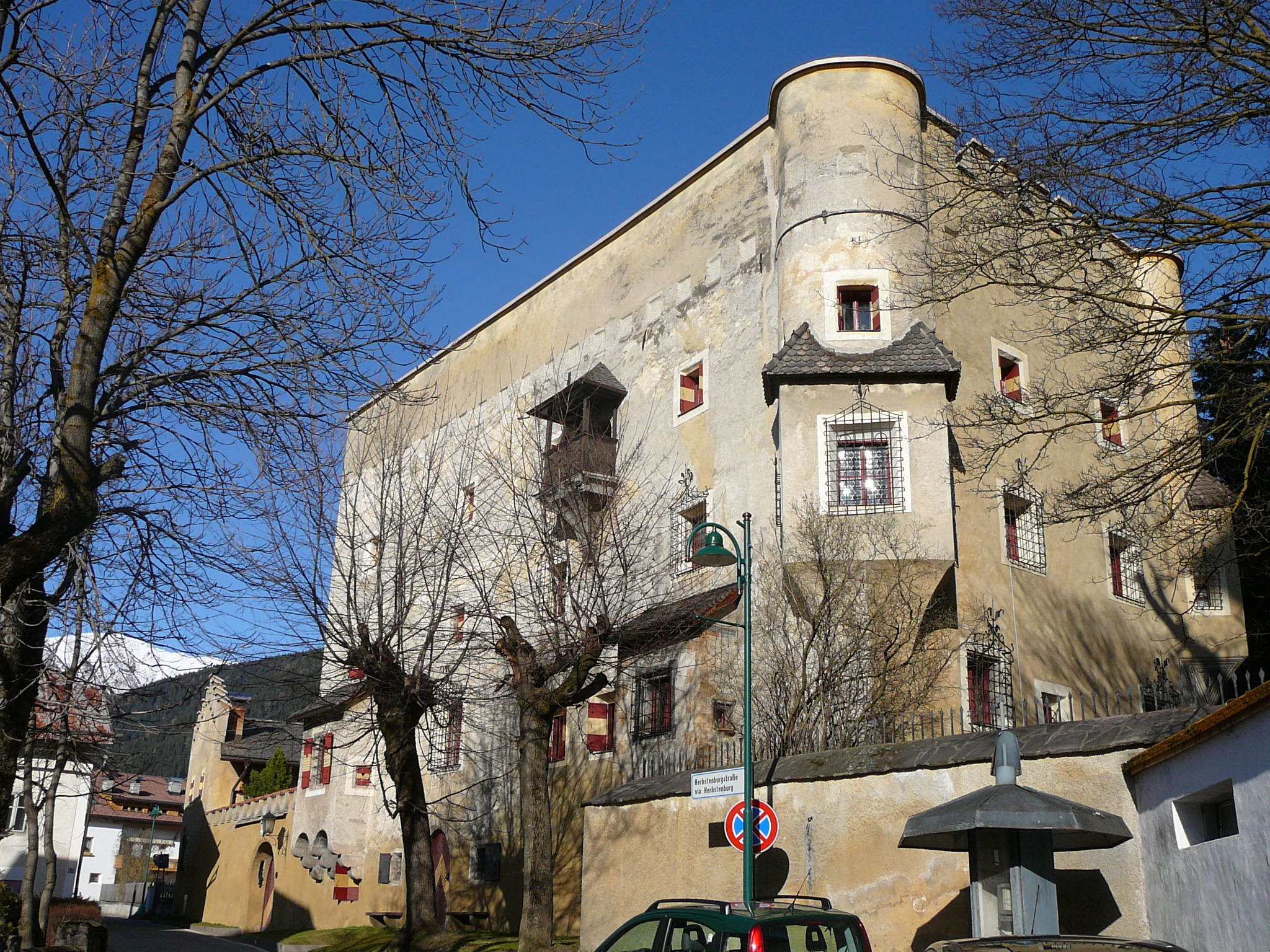
Castell dels Herbst
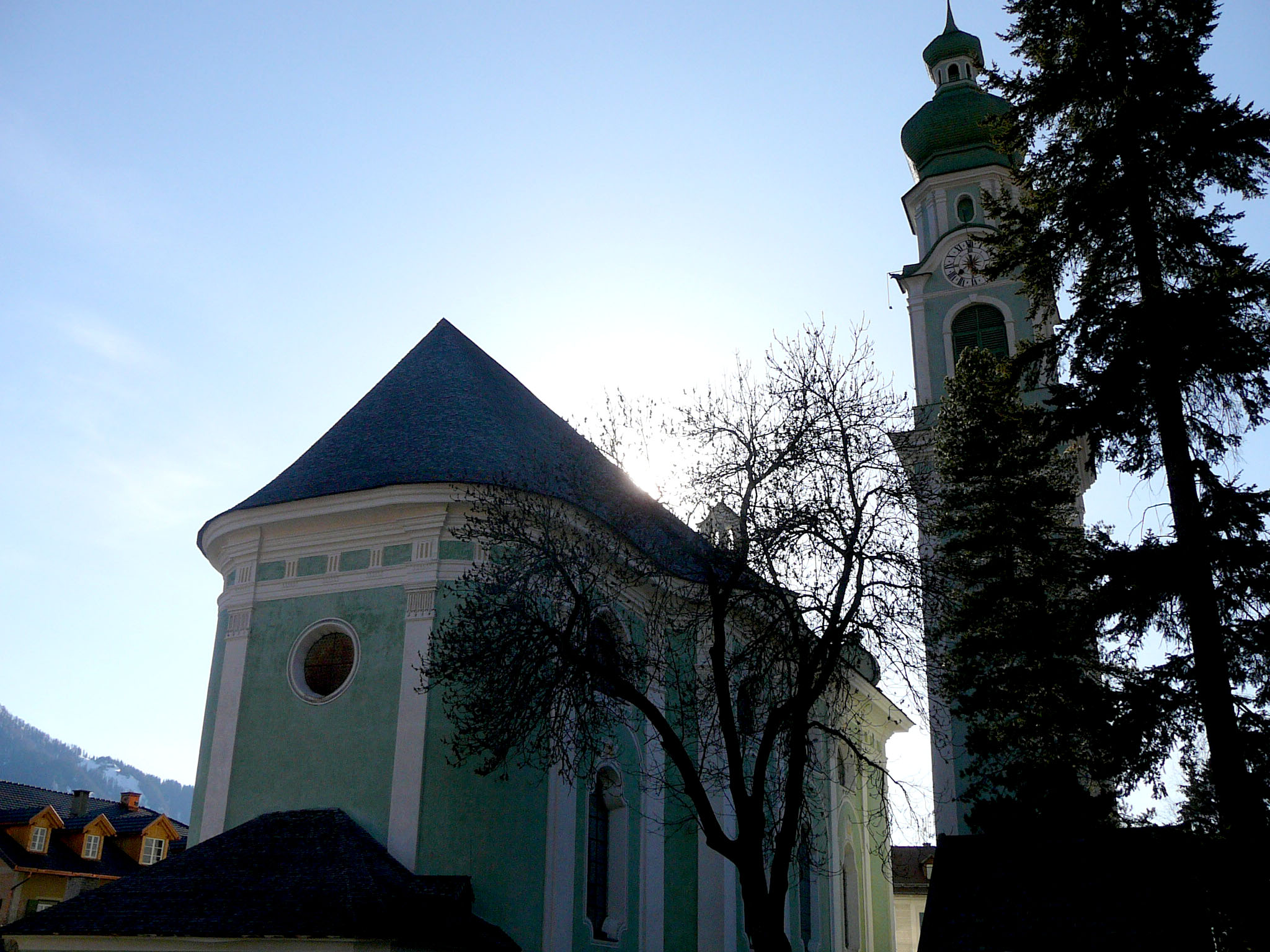
Església parroquial.
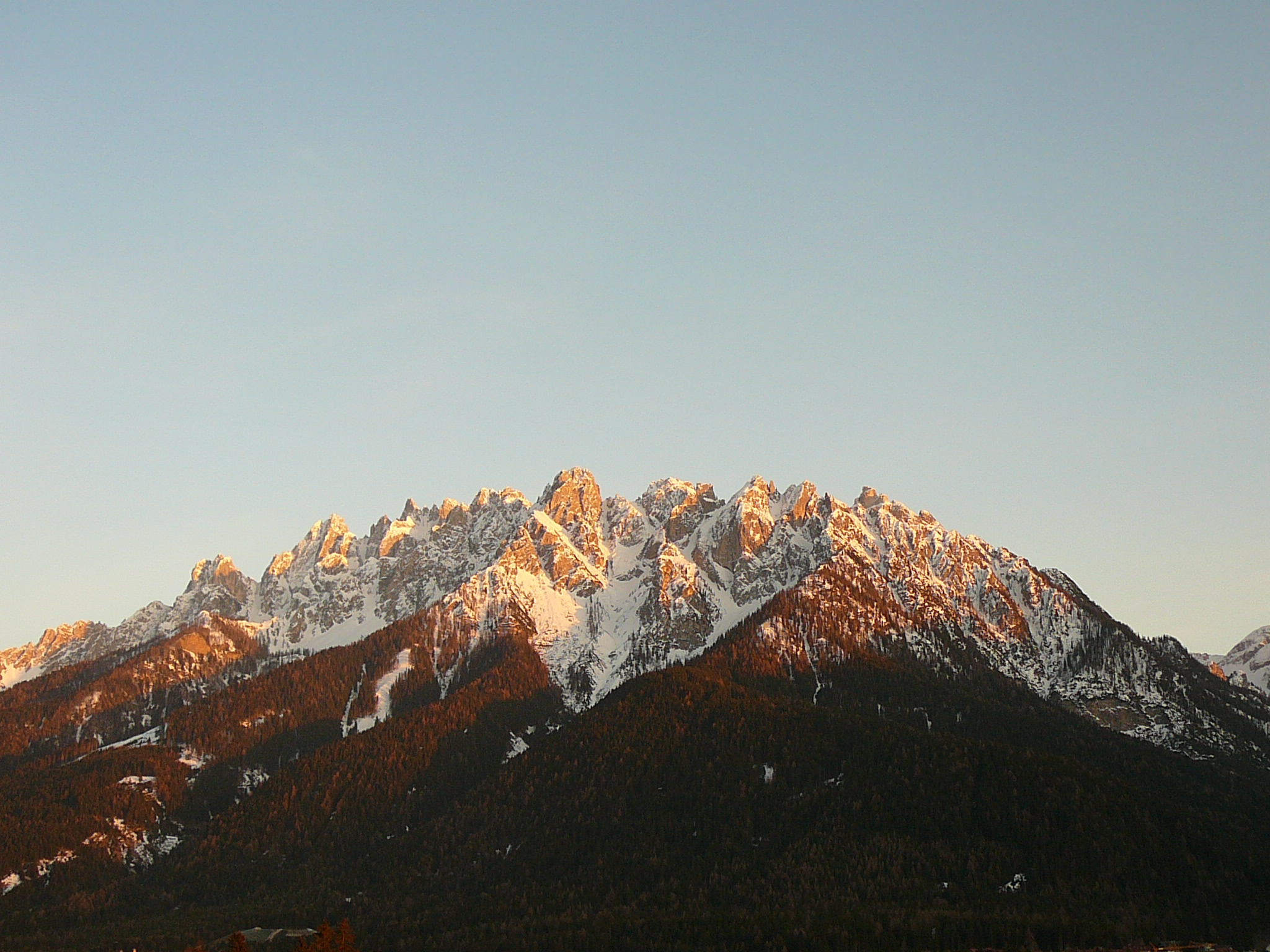
Cim Nou a Primavera
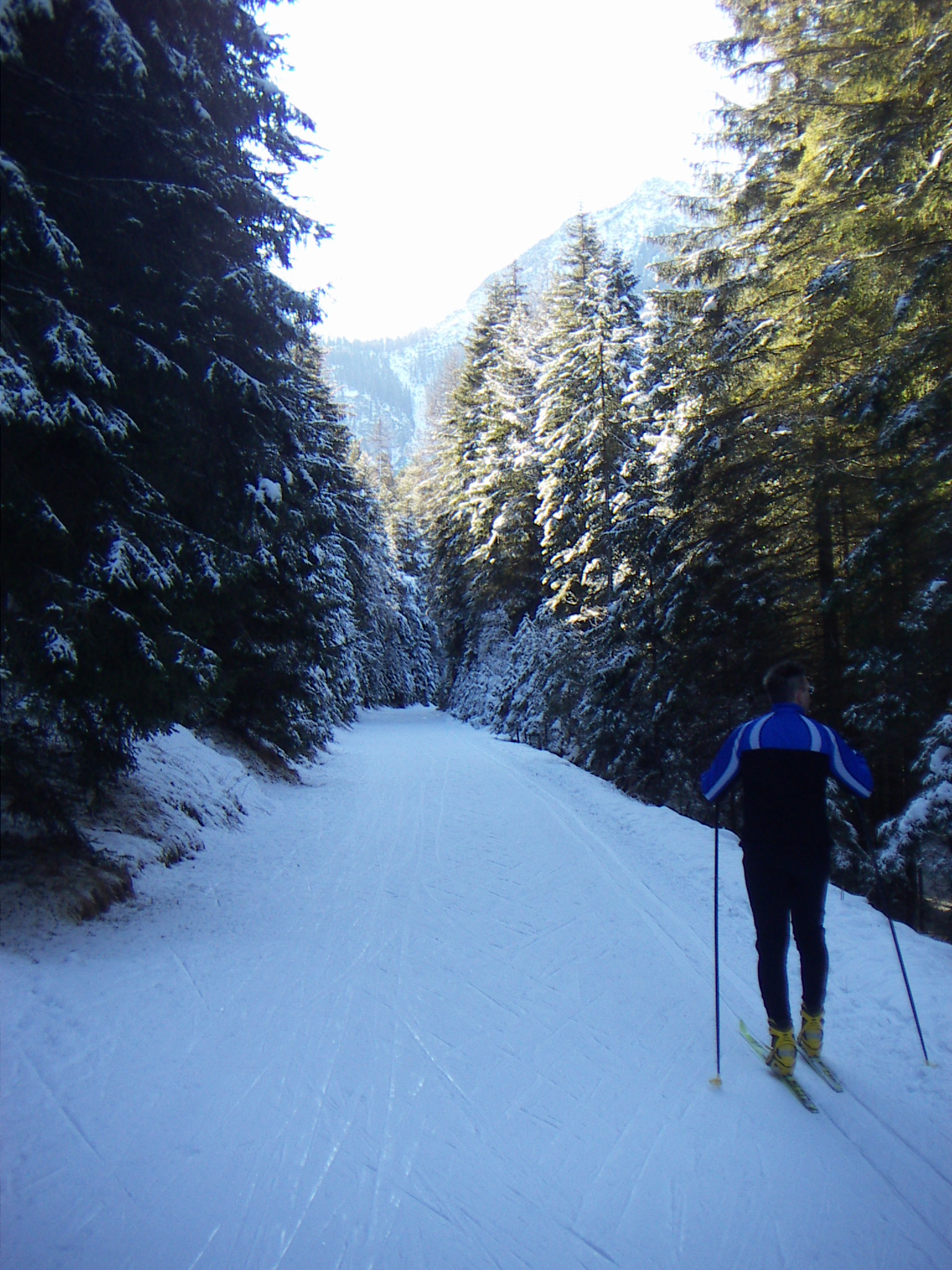
Pistes d'Esquí
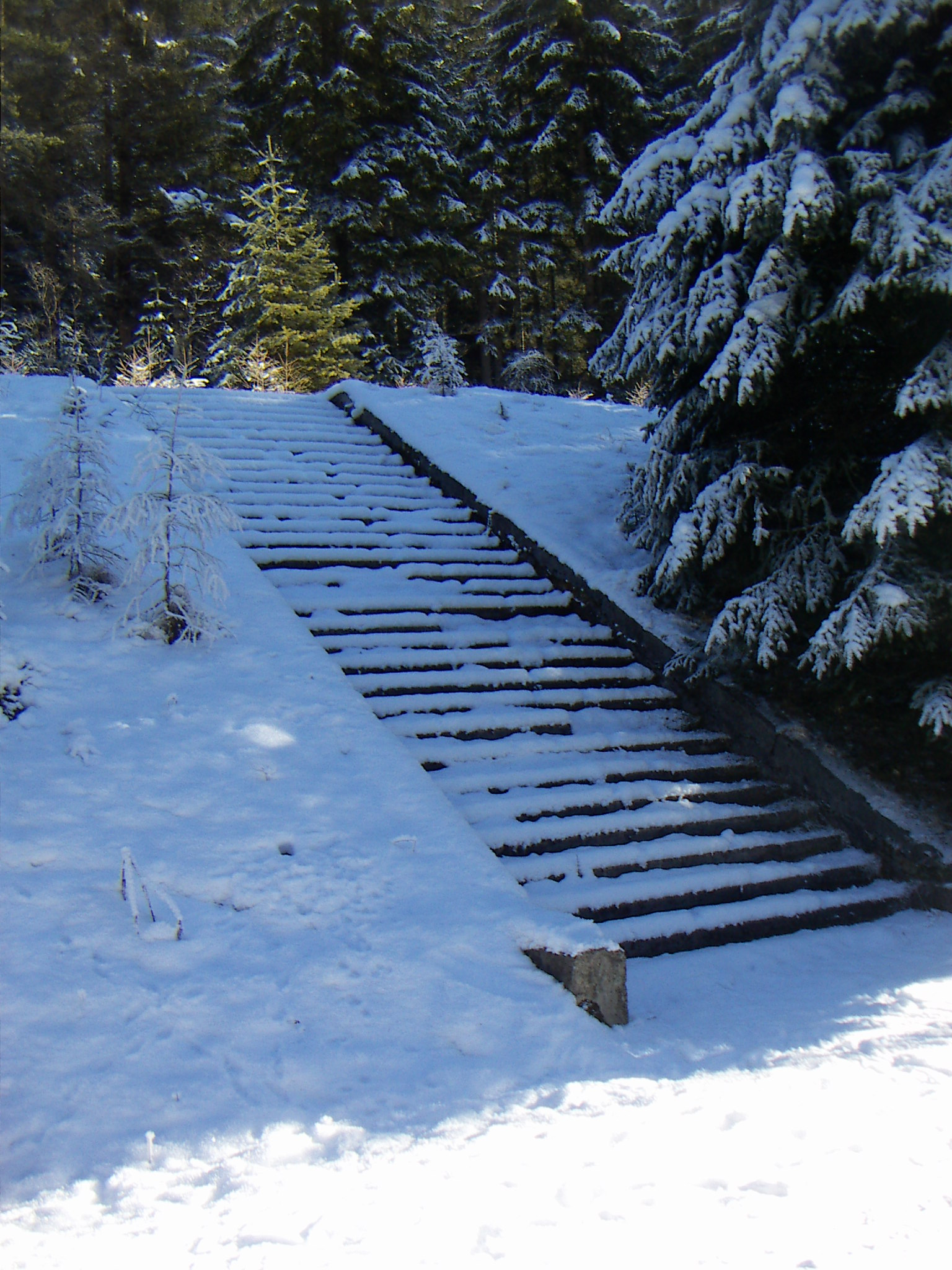
La vella estació de Toblach
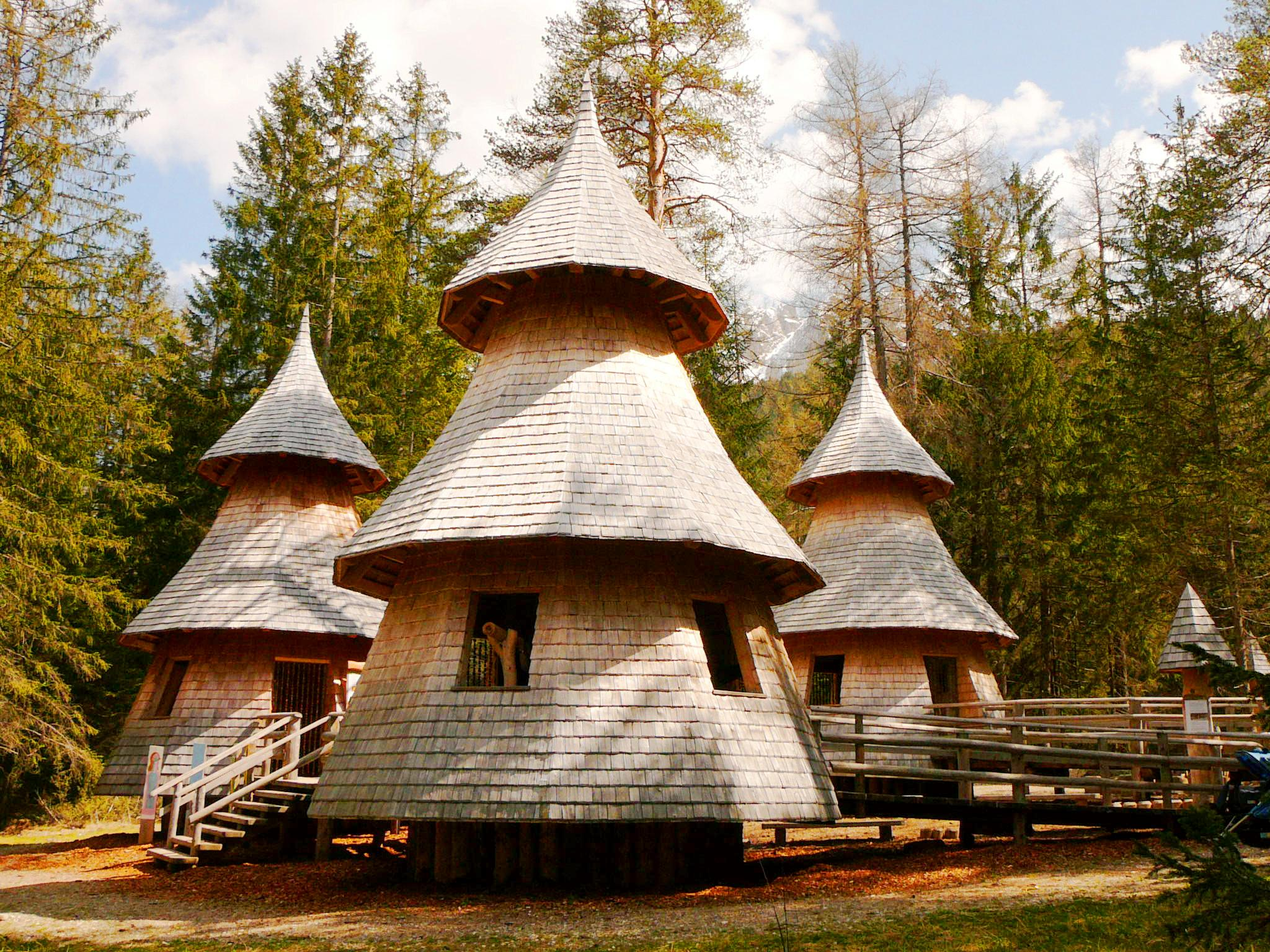
Casetes al bosc